# مجرى فوقاني
مجرى فوقاني قرية سوريّة تتبع إداريّاً لمحافظة حلب منطقة منبج ناحية مركز منبج، بلغ تعداد سكانها 292 نسمة حسب التعداد السكاني لعام 2004.